# Diurno (Renfe)
Diurno volt a kereskedelmi neve annak a spanyolországi távolsági nappali vasúti szolgáltatásnak, amelyet kezdetben a RENFE, majd később a Renfe Operadora kínált. Fokozatosan váltotta fel a régi Rápidó járatokat, 1990 és 2012 között működött. Ezek a járatok útjuk során több mint 500 kilométert tettek meg, 6 és 10 óra közötti menetidővel és a többi járatnál több megállóval, ami lehetővé tette, hogy gazdaságosabb áron több várost kössenek össze, kiegészítve a nappali járatok kínálatát.

## Története
1990 és 1991 között a RENFE fokozatos névváltoztatásba kezdett a Rapid-szolgáltatásaiban, amelyeket Diurno néven kezdett el reklámozni.
A Diurno egy mozdonyból és hagyományos kocsikból álló szerelvény volt, akárcsak a korábbi Rápidók. Ez nagyfokú sokoldalúságot biztosított a vonatnak, mivel lehetővé tette, hogy az útvonal során megosztható legyen, és különböző célállomásokat érjen el, és a visszaúton fordítva, a különböző célállomásokról induló kocsik egy vonattá egyesüljenek (közvetlen kocsik). Erre példa volt a García Lorca nevű, naponta közlekedő vonat, amely egyetlen vonatként indult a Barcelona-Sants állomásról és az útvonal során a kocsikat fokozatosan lekapcsolták, hogy eljussanak  Badajoz, Granada, Almería, Málaga-María Zambrano és Sevilla-Santa Justa felé.
A gördülőállomány főként a RENFE 269 sorozatú villamosmozdonyokból és a RENFE 333 sorozatú dízelmozdonyokból állt. A személyszállító kocsik a 9000-es sorozatú kocsik voltak, amelyek 1980-ban történő forgalomba állítása nagy forradalmat jelentett a magas minőség és az utasok számára nyújtott kényelem miatt. Bizonyos útvonalakon a 10000-es sorozatú, sőt a 16300-as sorozatú kocsikat is használták. A Diurno összes kocsija légkondicionált volt, és Fiat vagy CAF Gran Confort forgóvázakkal rendelkezett, mindkét típus 160 km/órás sebességre volt alkalmas. Az autószállító kocsik szintén 9000-es sorozatúak voltak (a nemzetközi forgalomra alkalmas DDj-9500 és DD-9500 típusok). A járatokat az utolsó üzemnapjaikon a RENFE 252 sorozatú villanymozdonyok és a RENFE 334 sorozatú dízelmozdonyok továbbították.

## Képek

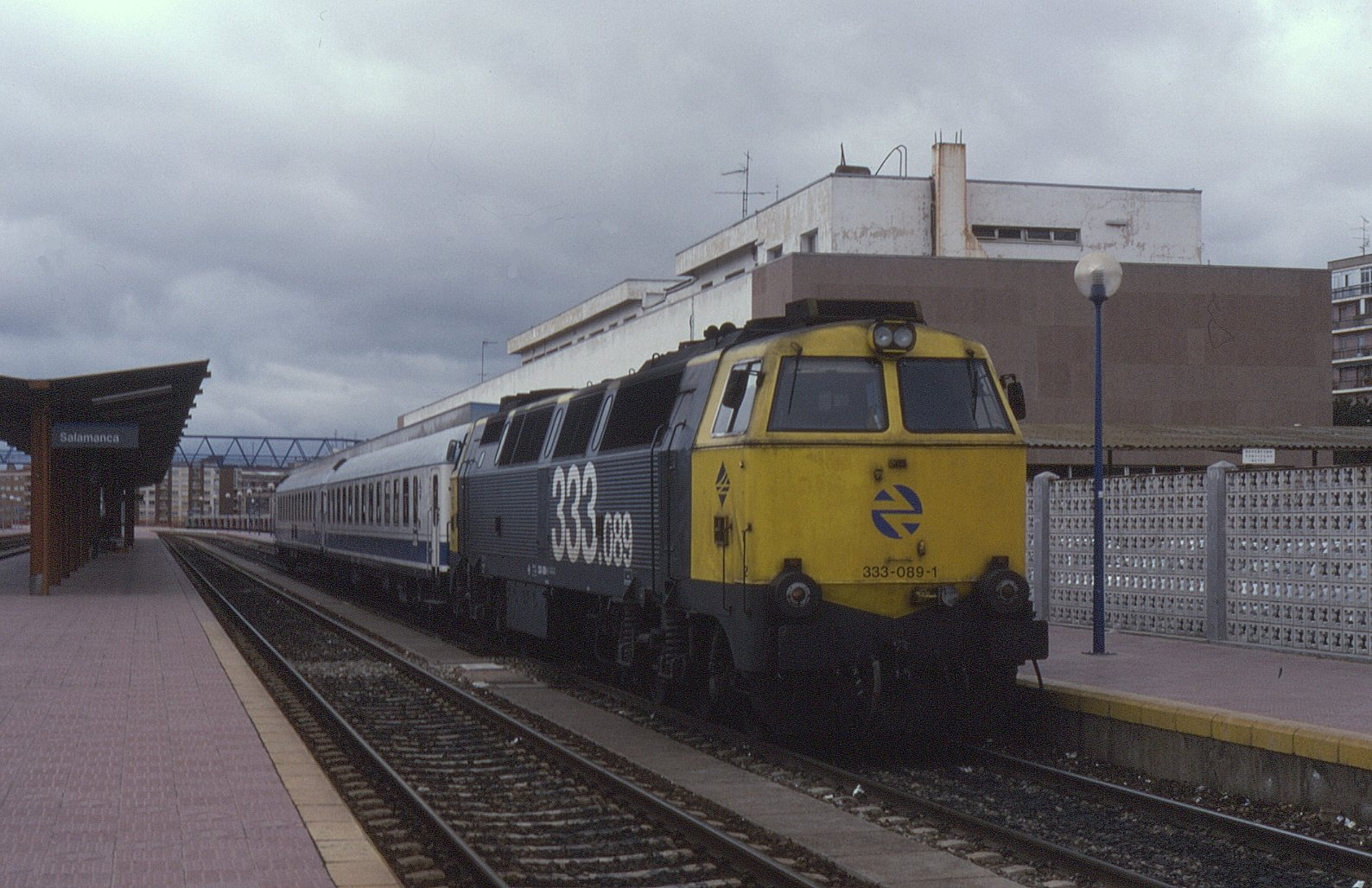
RENFE 333 sorozatú dízelmozdony rövid Diurno vonatával
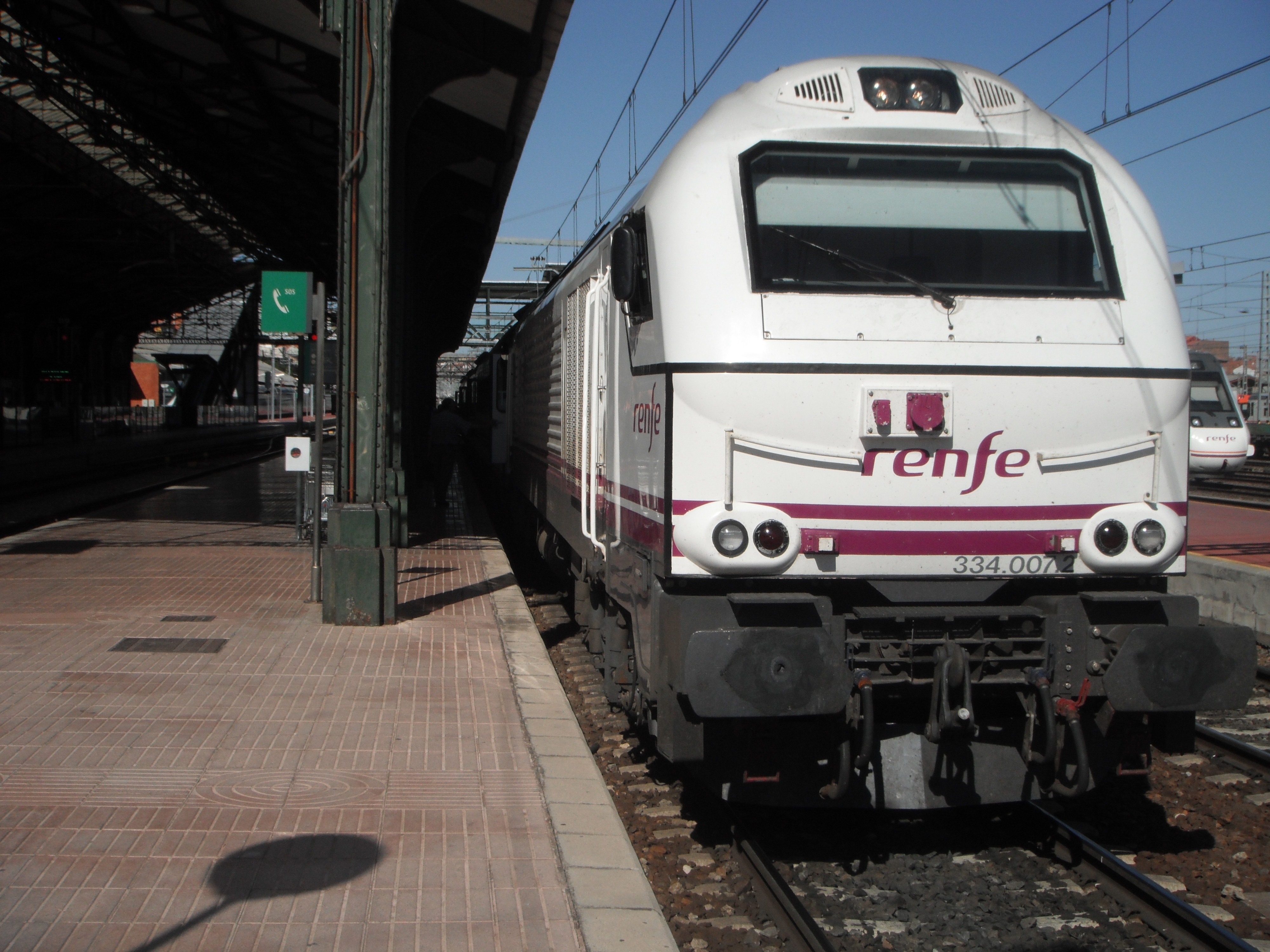
RENFE 334 sorozatú dízelmozdony és vonata
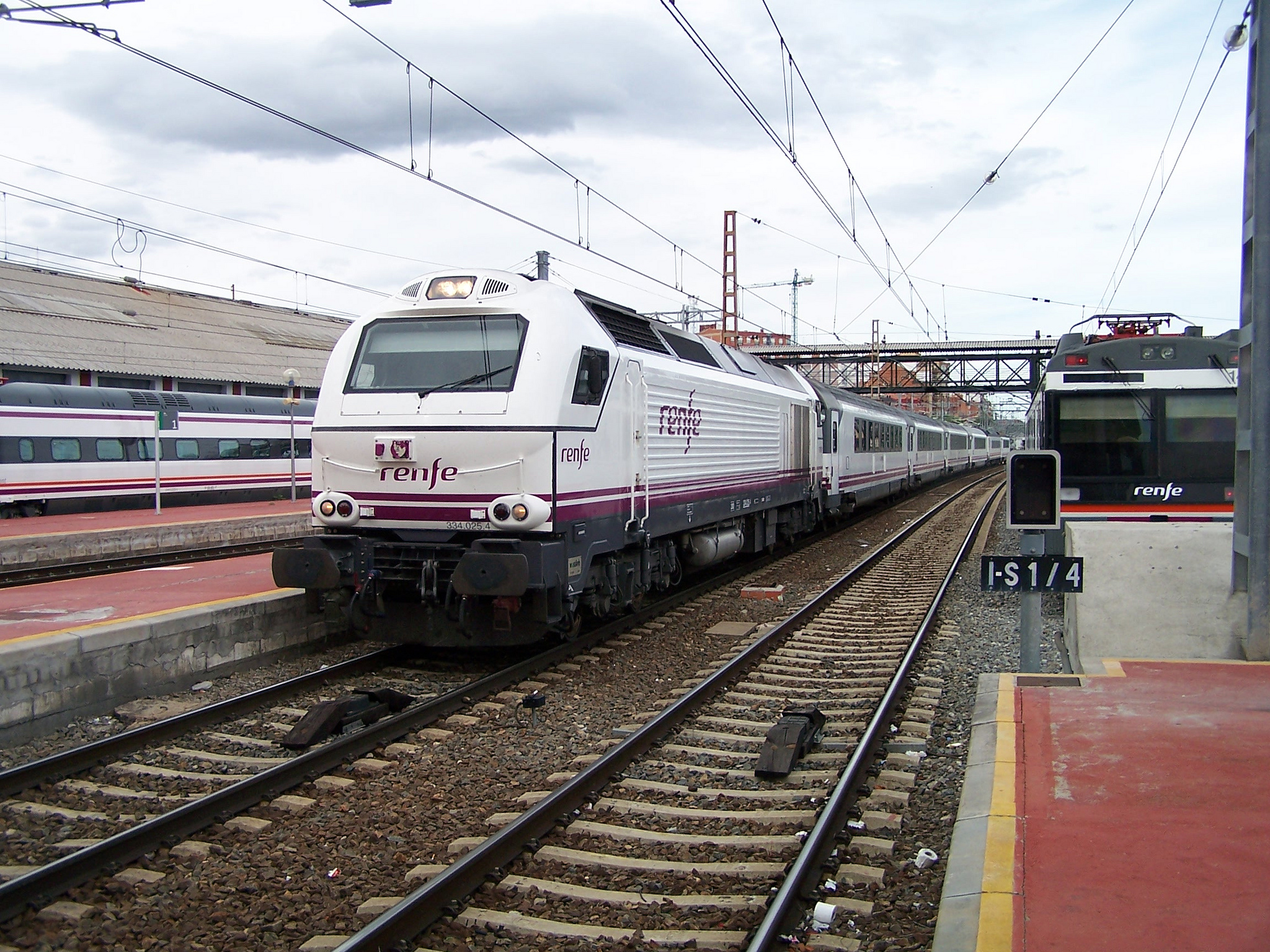
Hatkocsis Diurno vonat
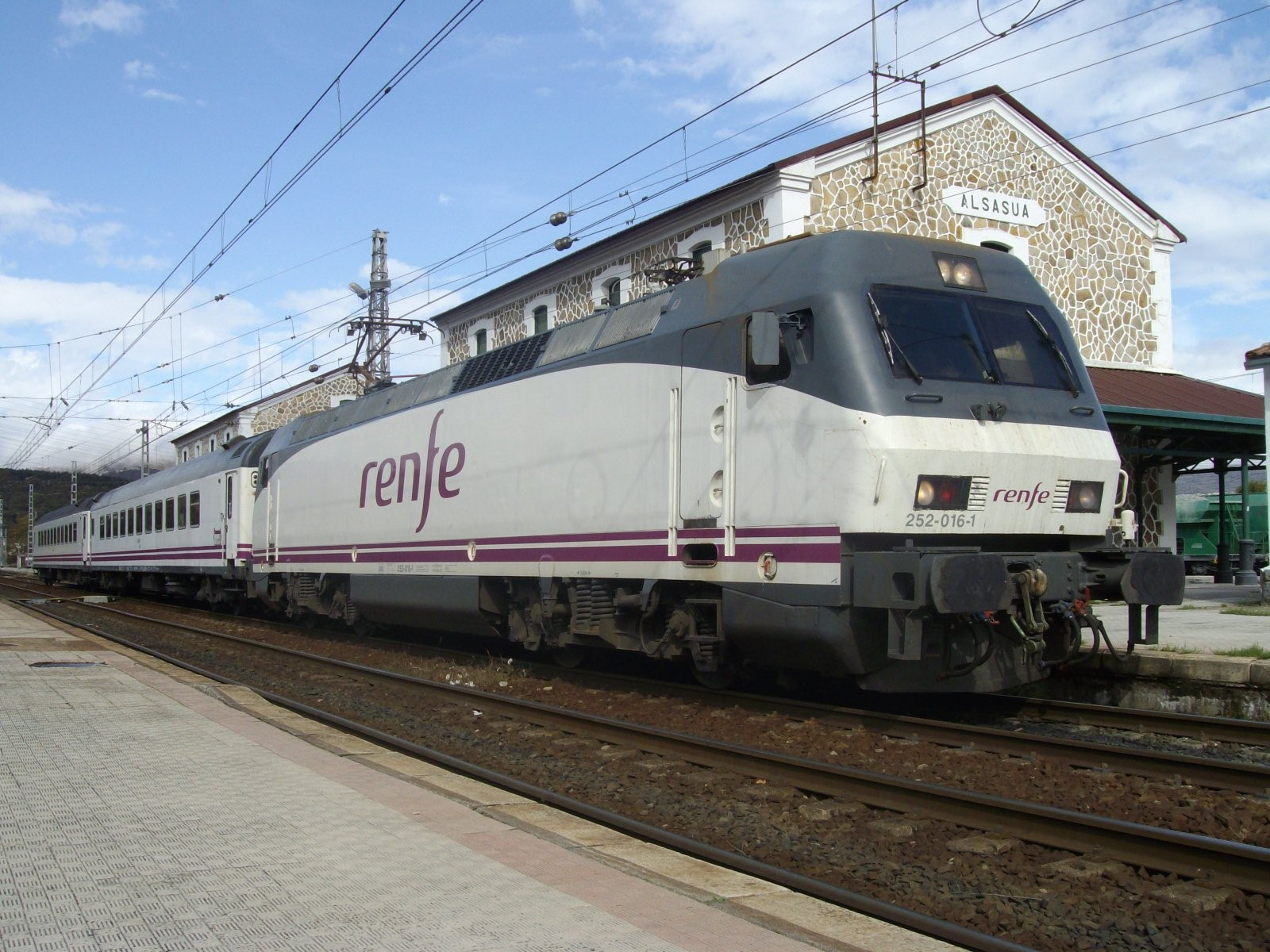
RENFE 252 sorozatú villamosmozdonnyal2009-ben
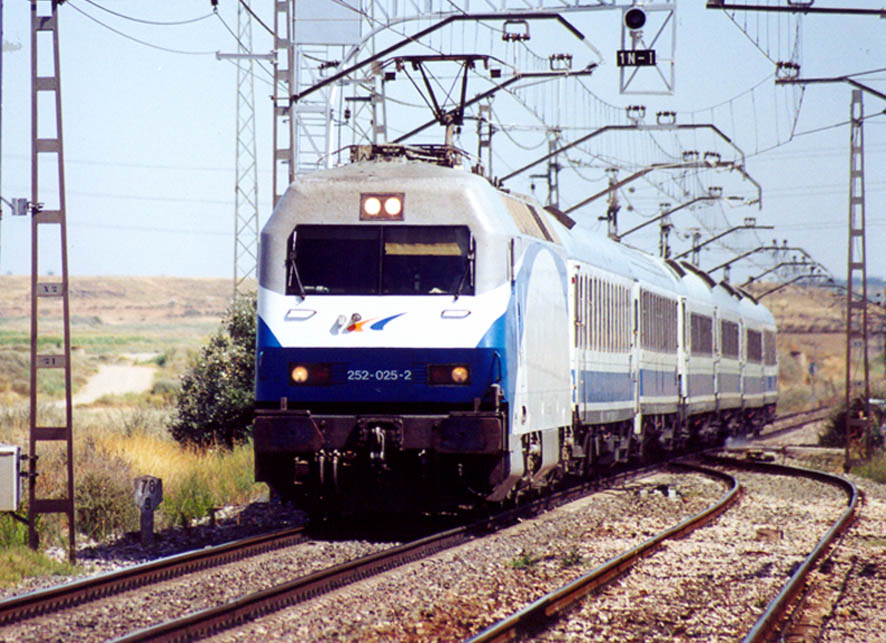
Diurno "Miguel de Unamuno" 2001. július 18-án
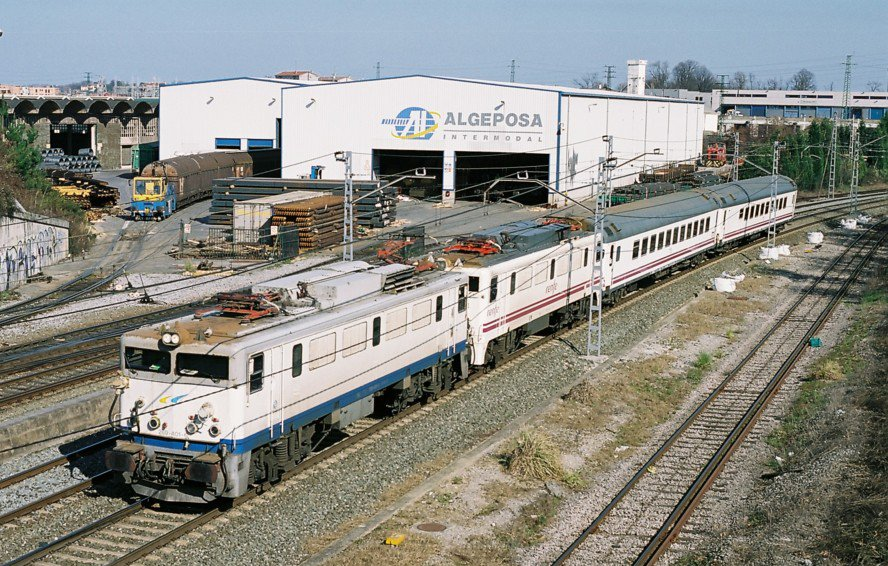
Renfe 269-401 és 269-406 a 402 Irun - Salamanca járat élén 2008-ban
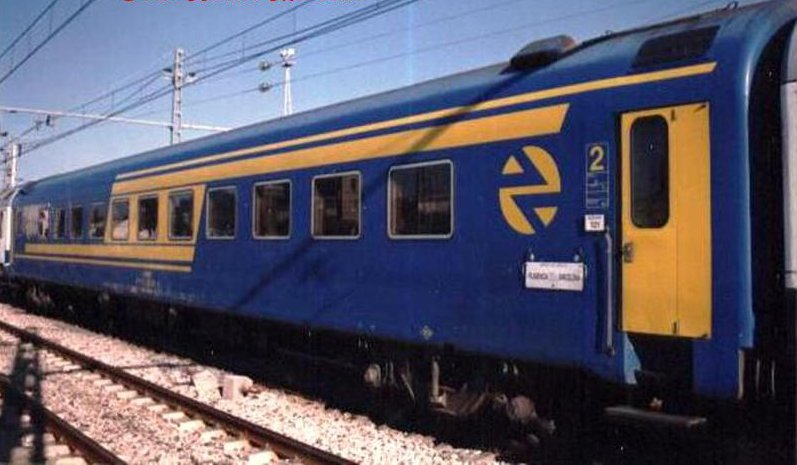
9000 sorozatú személykocsi
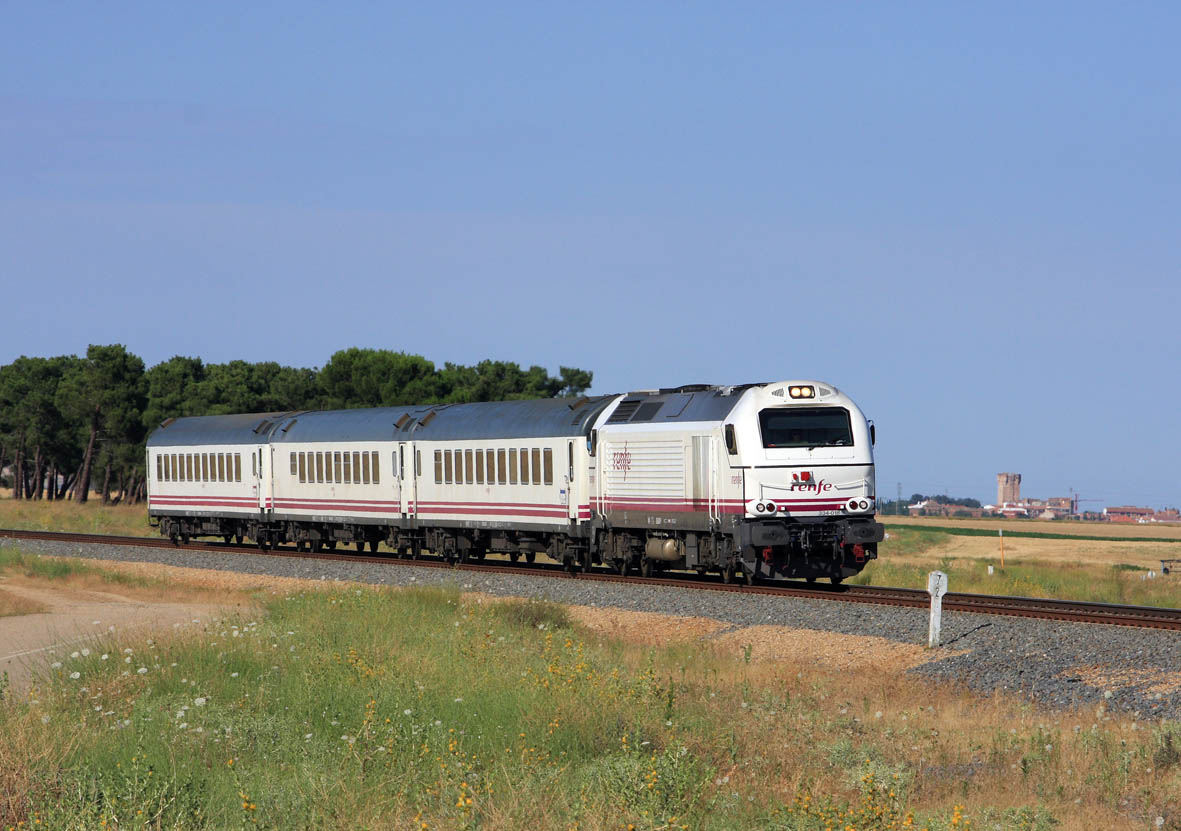
RENFE 334 sorozatú dízelmozdony és vonata